# Belval (Vosges)
Belval ist eine französische Gemeinde mit 153 Einwohnern (Stand 1. Januar 2022) im Département Vosges in der Region Grand Est (bis 2015 Lothringen). Sie gehört zum Arrondissement Saint-Dié-des-Vosges und zum Kanton Raon-l’Étape.

## Geografie

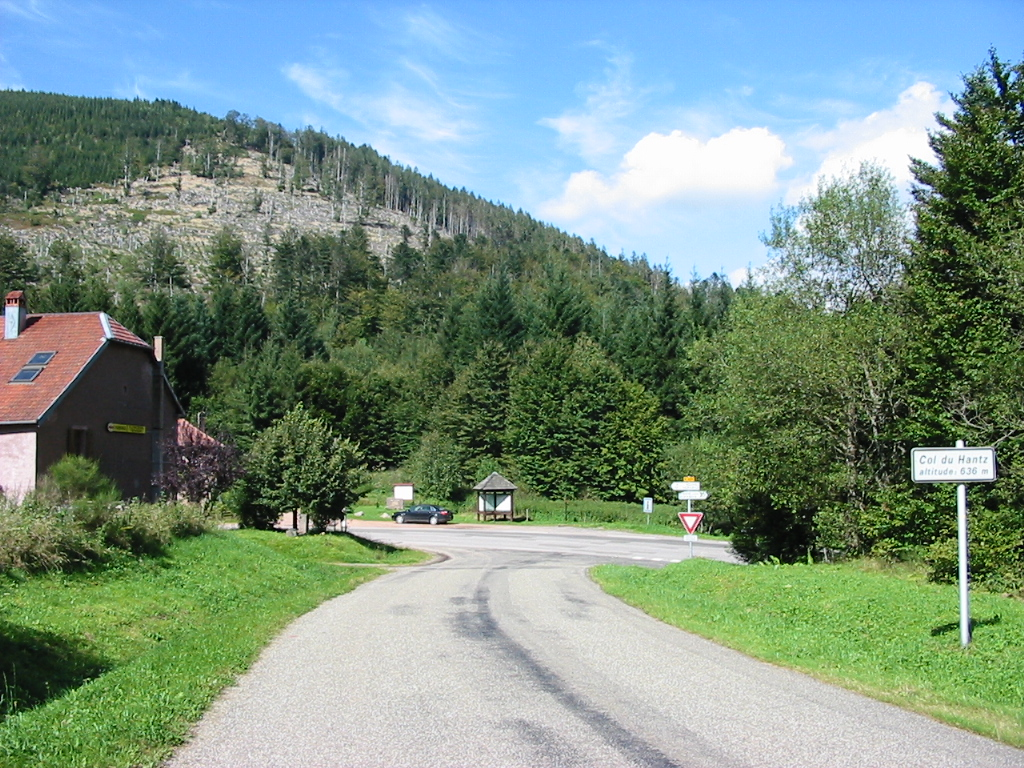
Col du Hantz

Die Gemeinde Belval liegt im Val de Senones in den Vogesen und ist der letzte lothringische Ort unterhalb des Col du Hantz, eines 636 Meter hoch gelegenen Passes, der in das Breuschtal im Unterelsass führt. Östlich von Belval entspringt der Ru du Voe, der durch das Gemeindegebiet Belvals fließt und unterhalb von Le Mont in den Ruisseau de la Rochere mündet, einem Nebenfluss des Rabodeau. Die östliche Grenze der Gemeinde Belval verläuft auf dem Vogesenkamm und bildet die Grenze zur Region Elsass. Im Ersten Weltkrieg lag Belval direkt an der Frontlinie.
Nachbargemeinden von Belval sind: Le Saulcy im Westen und Norden, Plaine und Saulxures im Osten sowie Le Vermont und Le Puid im Süden.

## Geschichte
Das Dorf war um das Jahr 1793 ein Teil des Fürstentums Salm. Etwa ab 1870 hielt in Belval die Textilindustrie Einzug. Die Industriellenfamilie Nansa ließ eine Burg namens Belval errichten, sie liegt heute auf dem Gebiet der Nachbargemeinde Le Saulcy.

### Bevölkerungsentwicklung
| Jahr      | 1962 | 1968 | 1975 | 1982 | 1990 | 1999 | 2007 | 2019 |
| Einwohner | 189  | 189  | 157  | 162  | 144  | 160  | 174  | 161  |

## Wirtschaft und Infrastruktur
Die Einwohner Belvals sind hauptsächlich  in der Landwirtschaft (vorwiegend Weidewirtschaft), der Forstwirtschaft (Sägewerk) oder im Tourismusbereich des Val de Senones tätig. Die Gemeinde Belval besitzt keine eigene Kirche. Die Kirche der nur wenige hundert Meter entfernten Nachbargemeinde Le Saulcy ist somit auch für Belval zuständig.
Durch Belval führt die Départementsstraße 424 von Moyenmoutier über den Vogesenkamm nach Saint-Blaise-la-Roche. Die D 49c verbindet Belval mit Moussey im oberen Rabodeautal.